# Roger Maxwell
Roger Maxwell (ur. 21 lipca 1952) − angielski bokser, amatorski medalista juniorskich mistrzostw Europy z Bukaresztu (1972).

## Kariera amatorska
W lipcu 1972 zdobył brązowy medal na mistrzostwach Europy juniorów w Bukareszcie. W pojedynku eliminacyjnym pokonał na punkty (5:0) reprezentanta Danii Kurta Petersena, awansując do ćwierćfinałów. W ćwierćfinale pokonał na punkty, również 5:0 Węgra Zoltána Linkę, zapewniając sobie miejsce na podium w kategorii lekkośredniej. W półfinale przegrał przed czasem w pierwszej rundzie z Csizmadią Tiborem.